# The Last Broadcast
Pour le film d'horreur de 1998, voir The Last Broadcast (film).
Albums de Doves
Lost Souls
(2000) Lost Sides
(2003)
The Last Broadcast est le deuxième album du groupe britannique Doves, sorti en 2002. Il est devenu n°1 des ventes d'album en Angleterre.

## Titres
Sauf exception, les chansons sont signées Jimi Goodwin, Andy Williams et Jez Williams.
1. Intro – 1:18
2. Words – 5:42
3. There Goes the Fear – 6:54
4. M62 Song – 3:48 (Williams, Goodwin, Williams, Fripp, Giles, Lake, McDonald, Sinfield)
5. Where We're Calling From – 1:24
6. N.Y. – 5:46
7. Satellites – 6:50
8. Friday's Dust – 3:35
9. Pounding – 4:45
10. Last Broadcast – 3:22
11. The Sulphur Man – 4:37
12. Caught by the River – 5:55

## Anecdotes
Le morceau M62 Song reprend la mélodie du Moonchild de In the Court of the Crimson King du groupe de rock progressif King Crimson, ce qui explique que les musiciens du premier line-up de "Krimson" soient crédités.